# Jerzy Kulczycki (1895–1919)
Jerzy Kulczycki (ur. 5 września 1895 w Warszawie, zm. 22 października 1919 w Witerży) – podporucznik piechoty Wojska Polskiego, kawaler Orderu Virtuti Militari.

## Życiorys
Syn Ludwika - wybitnego socjologa, społecznika oraz polityka (1866-1941) i Natalii z domu Smosarskiej (1871-1952). Ukończył VII Gimnazjum we Lwowie, a następnie rozpoczął studia prawnicze na Uniwersytecie Lwowskim.
Po wybuchu I wojny światowej przerwał studia. W dniu 8 sierpnia 1914 r. wstąpił do oddziałów strzeleckich, a następnie służył w Legionach Polskich, w których przydzielony został jako podoficer prowiantowy do 3 kompanii V batalionu 1 pułku piechoty. Od połowy grudnia 1914 roku był już żołnierzem 5 pułku piechoty Legionów Polskich, wchodzącego w skład I Brygady. Z powodów zdrowotnych został zwolniony ze służby i skierowany na leczenie do Wiednia. Działał tam w Polskim Towarzystwie Akademickim „Ogniwo”. Po trzymiesięcznym pobycie w Wiedniu 20 lutego 1915 roku powrócił do Legionów. Awansowany kolejno do stopnia starszego szeregowego (19 maja 1915) i kaprala (6 sierpnia 1915). W lipcu 1916 roku został ranny w bitwie pod Kostiuchnówką, ale pozostał w szeregach. Pod koniec kwietnia 1917 roku pełnił służbę w 10 kompanii III batalionu 5 pułku piechoty LP.
Po kryzysie przysięgowym wstąpił do Polskiej Siły Zbrojnej i otrzymał przydział do 6 kompanii 3 pułku piechoty LP. Jesienią 1917 roku, już w randze sierżanta, rozpoczął naukę w Szkole Podchorążych Piechoty. Z dniem 1 marca 1918 roku mianowany został na stopień podporucznika oraz wyznaczony na stanowisko instruktora w tejże szkole podchorążych. Kontynuował przerwane studia prawnicze, 10 października 1918 r. uzyskał absolutorium na Wydziale Prawa Uniwersytetu Jagiellońskiego.
Po odzyskaniu przez Polskę niepodległości w 1918 roku został przyjęty do Wojska Polskiego i zatwierdzony w stopniu podporucznika. Od początku 1919 brał udział w obronie Lwowa w trakcie wojny polsko-ukraińskiej. Walczył z Ukraińcami w Małopolsce Wschodniej w składzie Grupy Operacyjnej „Bug” - jako dowódca 3 kompanii III batalionu strzelców (przemianowanej w marcu 1919 roku na 5 kompanię szturmową VI batalionu strzelców). W dniu 26 stycznia 1919 r. został dwukrotnie ranny, zaś po rekonwalescencji, od 10 marca tr., ponownie przebywał na froncie. Następnie uczestniczył w wojnie polsko-bolszewickiej walcząc w szeregach 36 pułku piechoty. We wrześniu 1919 r. podczas walk między jeziorami Długiem i Szo, dowodząc 5 kompanią 36 pp, odebrał nieprzyjacielowi utracone wcześniej pozycje. Jako chluba II batalionu 36 Pułku Piechoty poległ w dniu 22 października 1919 r. od wybuchu granatu ręcznego we wsi Witerża pod Połockiem, u ujścia rzeki Uszacz do Dźwiny.
Na mocy dekretu L.1935 Naczelnego Wodza z dnia 14 lutego 1920 roku ś.p. ppor. Jerzy Kulczycki w uznaniu nadzwyczajnych zasług, położonych na polu bitew, okupionych bohaterską śmiercią mianowany został pośmiertnie do stopnia kapitana. Za wykazane męstwo odznaczony został Krzyżem Srebrnym Orderu Wojskowego Virtuti Militari. Nadanie to zostało następnie potwierdzone dekretem Wodza Naczelnego marszałka Józefa Piłsudskiego L.2795 z 26 marca 1921 roku (opublikowanym w Dzienniku Personalnym Ministerstwa Spraw Wojskowych Nr 13 z dnia 2 kwietnia 1921 r.). 
Jerzy Kulczycki nie zdążył założyć rodziny.
Symbolicznie został upamiętniony na grobowcu rodziców na Cmentarzu Powązkowskim w Warszawie. W 1927 roku jego dziennik wraz z fragmentami listów, zatytułowany Dziennik dowódcy kompanii z walk w Małopolsce Wschodniej i nad Dźwiną w 1919 roku, został wydany nakładem Wojskowego Instytutu Naukowo-Wydawniczego.

## Ordery i odznaczenia
- Krzyż Srebrny Orderu Wojskowego Virtuti Militari (nr 2117) – pośmiertnie 26 marca 1921[12][14]
- Krzyż Niepodległości – pośmiertnie 8 listopada 1937 „za pracę w dziele odzyskania niepodległości”[15]